# Ugoszcz (województwo pomorskie)
Ugoszcz (kaszub. Ùgòszcz, niem. Bernsdorf) – wieś kaszubska w Polsce, położona w województwie pomorskim, w powiecie bytowskim, w gminie Studzienice, na Pojezierzu Bytowskim. Wschodnim skrajem wsi przebiega linia kolejowa Bytów-Lipusz (obecnie zawieszona). Znajduje się tu również placówka Ochotniczej Straży Pożarnej.
W latach 1945–54 siedziba gminy Ugoszcz. W latach 1975–1998 miejscowość należała administracyjnie do województwa słupskiego.

## Integralne części wsi
| SIMC    | Nazwa  | Rodzaj    |
| ------- | ------ | --------- |
| 0751605 | Kostki | część wsi |

## Historia
Najstarsze informacje o parafii w Ugoszczy pochodzą z 1284 r. Świątynię w XVI wieku przejęli protestanci; była w ich gestii aż do roku 1637, kiedy to budynek wrócił w ręce katolików. Wiadomo, jak wyglądał pod koniec XVII wieku: w 1686 r. była to budowla o konstrukcji zrębowej, z dzwonnicą, z dachem pokrytym gontem. W 1812 r. kościół ten uległ spaleniu i w 1822 r. zbudowano nowy, który w latach 1910–1911 został częściowo odnowiony i tak przetrwał do naszych czasów. 
W dokumentach można znaleźć nazwiska niektórych proboszczów, także sprzed 1500 r. M.in. w dyplomie z 14 października 1490 r. wymieniony jest Dorinck de Ramelen, prefekt bytowski i proboszcz w Ugoszczy. Wiemy też, że przed 1490 r. zmarł proboszcz tej parafii o nazwisku Pynnow. Kilku następnych: 1794: Andreas Joseph von Bielski, 1804 Biesk, z tego samego roku i wzmiankowany ponownie w 1811 r. jest proboszcz o nazwisku Hoffmann, w 1840 – Stanislaus von Klopoteck. W 1747 r. wzmiankowani są ponadto dwaj kaznodzieje (Prediger): Rosener i Koseckowscke. Pierwsza wzmianka o nazwiskach „zwykłych” mieszkańców pochodzi z 1560 r. Było ich wówczas 25. W 1638 r. wymieniono tylko młynarza Marcina Łakomego. W 1661 r. wymieniono już z imienia i nazwiska 11 mieszkańców, później liczba wzmiankowanych nazwisk stopniowo wzrastała. 
Parafia w 1658 r. obejmowała 7 miejscowości, m.in. Półczno, Czarną Dąbrówkę i Osławę Dąbrowę. Wiemy z lustracji z 1658 r., że część wsi, m.in. dom opiekuna świątyni (Kirchenketnerhof), została zniszczona podczas wojny polsko-szwedzkiej z lat 1655–1660. Pod koniec XIX wieku parafia obejmowała 10 miejscowości, w Studzienicach znajdował się kościół filialny. 
Z „Beschreibung des Kreises Bütow” (1784) wiemy, że we wsi mieszkało 18 gospodarzy, wśród nich było m.in. dwóch kowali i młynarz, a na miejscu mieszkał katolicki proboszcz i organista. Oprócz nich we wsi można było znaleźć ewangelickiego nauczyciela. „Opis” wskazuje, że choć we wsi stoi katolicki kościół, mieszkają tam w większości ewangelicy: „Das Dorf hat zwar eine römischkatholische Kirche, es bestehet aber aus lauter protestantischen Einwohnern”. Z opisu („Ortschaftverzeichnis”) z 1858 r. wiemy, że w miejscowości oprócz kościoła były 33 budynki mieszkalne, 52 gospodarcze, a mieszkało tam 456 ludzi. We wsi mieszkali wspólnie katolicy i protestanci, dla których pod koniec XIX wieku wybudowano osobny kościół.
Kościół w Ugoszczy usytuowany jest na niewielkim wzniesieniu. Nosi wezwanie św. Marii Magdaleny. Dzisiejszy kościół jest ryglowy, orientowany, konstrukcji szkieletowej, wypełnionej cegłą, wzniesiony na kamiennej podmurówce na planie prostokąta. Od północy znajduje się prostokątna zakrystia. Wieża wbudowana w lico fasady zakończona hełmem czterospadowym, krytym gontem. Nawa nakryta jest stropem. Na uwagę zasługuje rokokowy ołtarz główny z 2. połowy XVIII wieku z obrazem Matki Boskiej z Dzieciątkiem, namalowany w 1868 r. W głównej kondygnacji umieszczono też obraz patronki Kościoła św. Marii Magdaleny. Ponadto są jeszcze dwa barokowe ołtarze boczne, wykonane w 2. połowie XVIII wieku. Pierwszy poświęcony jest św. Barbarze, drugi św. Józefowi z Dzieciątkiem. W kościele znajdują się też trzy feretrony z XVIII wieku.
W Ugoszczy usytuowany jest też kościół poewangelicki, zbudowany w 1891 r. w stylu neogotyckim. Przy kościele założono też cmentarz tego wyznania.
Do 1878 r. Ugoszcz należała do parafii ewangelickiej (das Kirchspiel) w Bytowie. Trzy lata przed ukończeniem budowy kościoła utworzono tu odrębną parafię, do której należało pięć, później trzy okoliczne miejscowości. Po I wojnie światowej Związek Polaków w Niemczech wywalczył (po licznych szykanach ze strony niemieckiej administracji) prawo do otwarcia polskiej szkoły dla okolicznej ludności kaszubskiej i polskiej (nastąpiło to w roku 1930). Działający tu prężnie ZPwN zorganizował w Ugoszczy polski chór i drużynę harcerską (1923).

## Zabytki
Według rejestru zabytków NID na listę zabytków wpisany jest kościół parafialny pw. św. Marii Magdaleny, szachulcowo-drewniany z 1822, nr rej.: A-255 z 19.03.1960. Wystrój w stylu baroku ludowego. Ponadto w rejestrze widnieje nieistniejąca już szachulcowa stodoła w zagrodzie nr 79 z poł. XIX w., nr rej.: 903 z 13.02.1965.